# Karl Ludwig Friedrich xứ Baden
Karl Ludwig Friedrich xứ Baden (tiếng Đức: Karl Ludwig Friedrich; 8 tháng 6 năm 1786 – 8 tháng 12 năm 1818) là Đại công tước xứ Baden từ ngày 11 tháng 6 năm 1811, sau cái chết của ông nội là Karl Friedrich, tại vị cho đến khi qua đời vào năm 1818. Cha của ông là Đại công tử Karl Ludwig, người sẽ kế thừa ngai vàng Baden, nhưng đã qua đời trước cha của mình 10 năm, vì thế, ngai vàng đã để lại cho con trai trưởng của ông.

## Tiểu sử
Cha của ông là Đại công tử Karl Ludwig, người thừa kế của Bá quốc Baden, được nâng lên thành một Đại công quốc sau khi Đế chế La Mã Thần thánh giải thể vào năm 1806. Mẹ ông là Amalie xứ Hessen-Darmstadt, con gái của Ludwig IX xứ Hessen-Darmstadt. Ông là em rể của những nhà cai trị Maximilian I Joseph của Bayern, Aleksandr I của Nga và Gustav IV Adolf của Thụy Điển. Chị gái ông Đại Công nữ Karoline là Vương hậu Bayern, chị gái Đại Công nữ Luise là hoàng hậu Nga và chị gái Đại Công nữ Friederike là vương hậu Thụy Điển.
Năm 15 tuổi, Karl thực hiện chuyến hành trình đến thăm các em gái của mình tại St. Petersburg và Stockholm. Ông đang trên đường về nhà với cha thì cha ông qua đời do cú ngã từ xe vào ngày 15 tháng 12 năm 1801. Karl là nhân chứng cho vụ tai nạn này.
Do ảnh hưởng mạnh mẽ của Pháp đối với triều đình Baden, Karl buộc phải kết hôn với con gái nuôi của Hoàng đế Napoléon I là Stéphanie de Beauharnais, tại Paris vào ngày 8 tháng 4 năm 1806, bất chấp sự phản đối của chính ông cũng như của mẹ và các em gái ông. Karl rõ ràng thích người em họ là Vương nữ Auguste của Bayern hơn. Phải 5 năm sau cặp đôi mới sinh được người thừa kế.
Karl tham chiến năm 1807 với tư cách là người đứng đầu đội quân Baden dưới quyền Thống chế Lefebvre. Tại đây ông tham gia Vây hãm Danzig.
Năm 1808, Karl trở về bên ông nội. Sức khoẻ của ông nội xuống cấp do tuổi tác và Karl trở thành đồng nhiếp chính vương. Khi Karl được 25 tuổi, ông đã kế vị ngai vàng Baden khi ông nội Karl Frederich qua đời vào ngày 11 tháng 6 năm 1811.
Vào ngày 4 tháng 10 năm 1817, vì cả ông và những người con trai khác trong cuộc hôn nhân đầu tiên của ông nội đều không có con cháu nam nào còn sống, Karl xác nhận quyền kế vị của những người chú cùng cha khác mẹ của mình thuộc dòng dõi Hochberg - một cuộc hôn nhân quý tiện kết hôn, phong cho mỗi người tước hiệu Bá tử và Bá nữ xứ Baden, và địa vị Highness. Ông yêu cầu Đại hội thân vương ở Aachen vào ngày 20 tháng 11 năm 1818, chỉ vài tuần trước khi ông qua đời, xác nhận quyền kế vị của các con trai của Luise Karoline xứ Hochberg, người vợ thứ hai quý tiện kết hôn của Đại công tước Karl Frederich.
Nhưng tuyên bố kế vị Baden này đã gây ra những thách thức quốc tế. Đại hội Viên, vào năm 1815, đã công nhận các yêu sách cuối cùng của Đế quốc Áo và Vương quốc Bayern đối với các phần của Baden mà họ đã phân cắt cho Karl Frederich ở Thượng Pfalz và Breisgau, dự đoán rằng sau khi ông sắp chết, những vùng đất đó sẽ không còn là một phần của Đại công quốc Baden. Các tranh chấp đã được giải quyết bằng Hiệp ước Frankfurt năm 1819, theo đó Baden nhượng lại một phần Wertheim, vốn đã nằm trong Bayern, cho Vương quốc đó, sau đó quyền kế vị được giải quyết vào năm 1817 đã được Bayern và Áo công nhận.